# Frode Johnsen
Frode Johnsen (født 17. marts 1974) er en fodboldspiller fra Norge.

## Norges fodboldlandshold
| Norges landshold | Norges landshold | Norges landshold |
| År               | Kmp              | Mål              |
| ---------------- | ---------------- | ---------------- |
| 2000             | 1                | 0                |
| 2001             | 5                | 3                |
| 2002             | 1                | 0                |
| 2003             | 9                | 0                |
| 2004             | 10               | 3                |
| 2005             | 4                | 2                |
| 2006             | 3                | 2                |
| 2007             | 1                | 0                |
| 2008             | 0                | 0                |
| 2009             | 0                | 0                |
| 2010             | 0                | 0                |
| 2011             | 0                | 0                |
| 2012             | 0                | 0                |
| 2013             | 2                | 0                |
| Total            | 36               | 10               |